# Orkoraptor
Orkoraptor is een geslacht van vleesetende theropode dinosauriërs behorend tot de Tetanurae dat tijdens het Late Krijt leefde in het gebied van het huidige Argentinië.

## Vondst en naamgeving
In 2001 vond de Argentijnse paleontoloog Fernando Emilio Novas in Zuid-Patagonië bij Cerro Los Hornos, aan de zuidoostelijke oever van het Lago Viedma, het skelet van een theropode. De vondst werd in 2004 gemeld in de literatuur en toen al aangezien voor een verwant van Megaraptor. Het was toen de zuidelijkste grotere vondst die ooit van een basale theropode in Zuid-Amerika gedaan was.

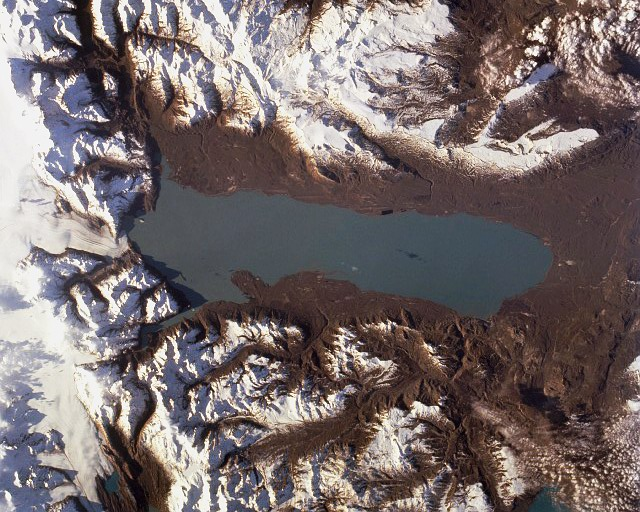
Het Lago Viedma

De typesoort Orkoraptor burkei is in 2008 benoemd en beschreven door Novas, Martín Daniel Ezcurra en Agustina Lecuona. De geslachtsnaam verwijst naar Orr-Korr, de "getande rivier", de naam die de plaatselijke stam van de Aoniken gebruikt voor de rivier La Leona, en naar het Latijnse woord voor "rover", raptor. De soortaanduiding burkei eert Coleman Burke, een Amerikaanse amateurgeoloog en -paleontoloog die de onderzoeken van Novas in Argentinië ondersteunde.
Het fossiel, holotype MPM-Pv 3457, werd volgens het beschrijvende artikel gevonden in een laag van Pari Aike-formatie die zou dateren uit het Maastrichtien. In 2011 echter werd dit hernoemd naar de Mata Amarilla-formatie en de ouderdom verhoogd naar het Cenomanien. Het holotype is fragmentarisch en bestaat uit een gedeeltelijk skelet met schedel. Bewaard zijn gebleven: uit de schedel een rechterpostorbitale en een rechterquadratojugale, een mogelijk coronoïde van de onderkaak, een intercentrum van de atlas, een wervelboog van de atlas, acht ribben, twee staartwervels, drie chevrons en de bovenkant van een rechterscheenbeen. Bij de oorspronkelijke beschrijving werd ervan uitgegaan dat de staartwervels ergens uit de veertiende tot achttiende positie kwamen maar later werd erop gewezen dat ze ongeveer de grootte hadden die verwacht kon worden bij een derde en vierde wervel. Een van de chevrons kwam echter wel uit ongeveer de twintigste positie. Het coronoïde was in 2004 nog gemeld als een neusbeen. Als paratype werd specimen MPM-Pv 3458, een partij van drie tanden uit dezelfde locatie.
In 2009 werd onder voorbehoud een stuk kuitbeen uit de vindplaats aan Orkoraptor toegewezen, specimen MPM-Pv 10004.

## Beschrijving

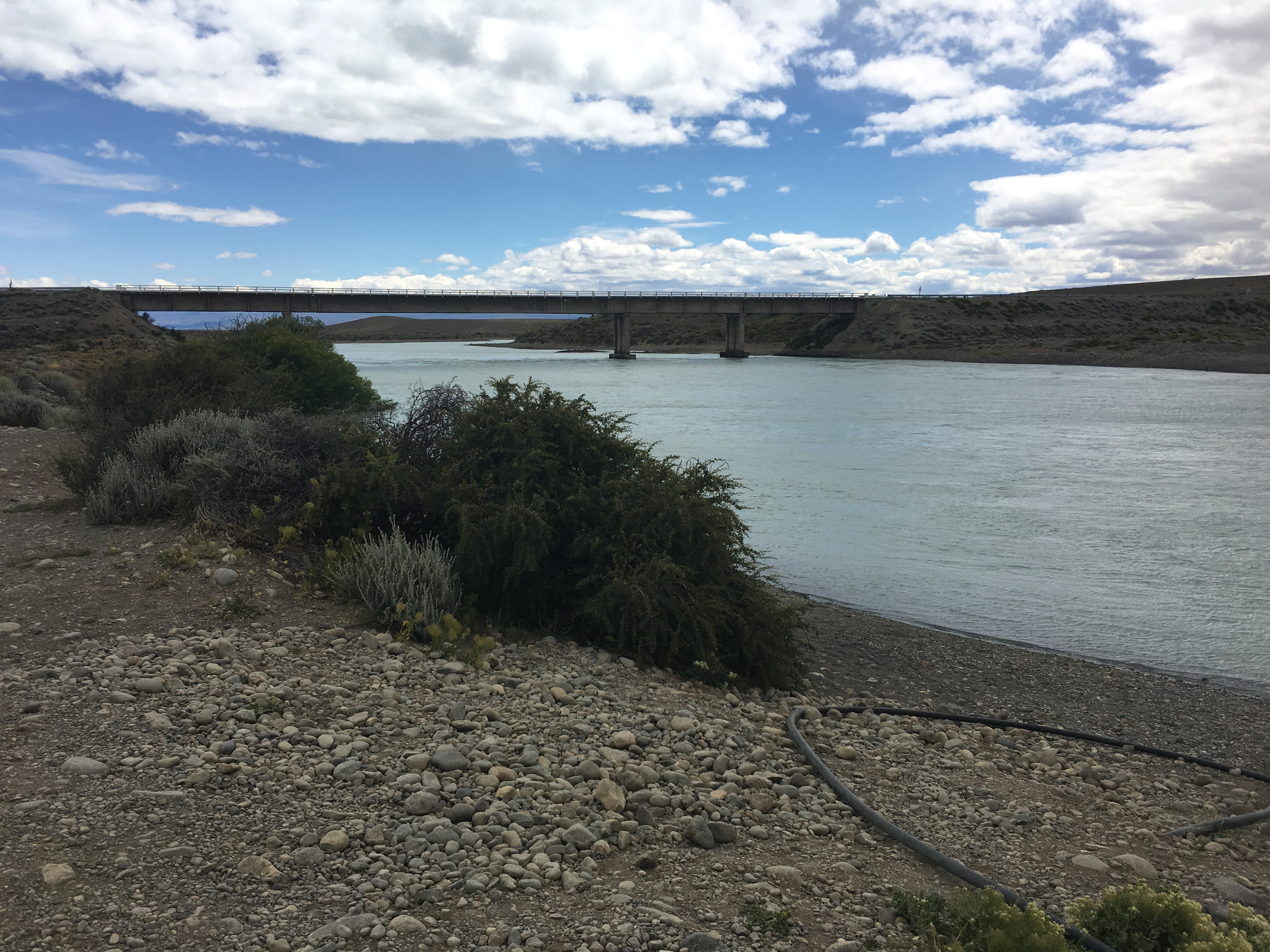
La Leona, vlak bij de vindplaats

### Grootte en onderscheidende kenmerken
Orkoraptor is een roofsauriër van, volgens de beschrijvers, zo'n zes à zeven meter lang. In 2010 schatte Gregory S. Paul de lichaamslengte op zes meter, het gewicht op een halve ton.
In 2008 werden enkele onderscheidende kenmerken vastgesteld die ook naar huidige inzichten nog geldig zijn. De tanden hebben overdwars brede voorranden zonder kartelingen. De tanden hebben op het midden van de binnenzijde een uitholling geflankeerd door twee smalle lengtegroeven. Het quadratojugale heeft een korte voorste tak richting jukbeen.

### Skelet

#### Schedel
In de schedel is het postorbitale, achter de oogkas, driestralig. Het is niet geornamenteerd. De voorste tak ligt hoger dan de achterste tak, een typisch coelurosaurisch kenmerk. De lange neergaande tak richting jukbeen heeft geen beenrichel aan de zijde van de oogkas. Het quadratojugale is overdwars plat en L-vormig zonder achterste tak aan de onderkant. De voorste tak is kort, de opgaande tak in zijaanzicht breed met een lichte uitholling aan de buitenzijde. Afgeleide coelurosauriërs hebben een smalle tak. Het vermeende coronoïde is een driehoekig stuk bot waarvoor geen andere identificatie overbleef nadat het bij nader inzien geen neusbeen kon zijn omdat er geen binnenrand aan vastzat die het snuitdak kon vormen.
De tandkronen zijn hoog, overdwars afgeplat en naar achteren gekromd. Hun achterranden zijn hol gekromd, een coelurosaurisch kenmerk; dat laatste geldt ook voor de lengtegroeven aan binnenkant en buitenkant die de kroon een 8-vormige dwarsdoorsnede geven. Op de binnenzijde is de hoofdgroeve geflankeerd door twee secundaire verticale groeven waarvan de achterste dieper is dan de voorste. Op de buitenzijde loopt juist een richel vóór de middengroeve. De voorste snijrand heeft geen kartelingen, de achterste drie à vier per millimeter. Deze zijn rechthoekig van profiel en staan haaks op de rand. De kroon is aan de basis niet ingesnoerd.

#### Postcrania
Van de atlas, de eerste halswervel, is het intercentrum bewaard, het wigvormig stuk been dat het contact uitmaakte met de achterhoofdsknobbel. De voorkant van het intercentrum is daartoe sterk uitgehold. Ook de bovenkant is hol en daar rustte het tandvormig uitsteeksel van de atlas in. De achterkant is bol en heeft onderaan twee uitsteeksels voor het volgende intercentrum, dat van de draaier. Van de atlas is ook een rechterwervelboog teruggevonden. Die buigt bovenaan naar binnen om de rechterwand te vormen van het ruggenmergkanaal. Achteraan bevindt zich een rond facet van een achterste gewrichtsuitsteeksel. Aan de voorste basis daarvan lijkt een afgebroken epipofyse aanwezig te zijn. De wervelboog steekt puntig naar voren.
De twee bewaarde voorste staartwervels zijn amfiplat en een kwart langer dan hoog. Hun gewrichtsfacetten zijn veel hoger dan breed. Hun onderzijden hebben een lengtetrog. De zijkanten van de wervellichamen worden doorboord door een liggende ovale pleurocoel binnen een ruimere uitholling. Dat is zeldzaam bij de staart van theropoden; de Megaraptora tonen typisch een uitzonderlijke pneumatisering. De zijuitsteeksels zijn rechthoekig en staan haaks op de lengteas. De wervelboog is hoog, met een groot ruggenmergkanaal. De achterste gewrichtsuitsteeksels staan veel hoger dan de voorste. Het doornuitsteeksel is hoog, rechthoekig in zijaanzicht en overdwars sterk afgeplat. Op de voorzijden en achterzijde ervan lopen groeven voor de aanhechting van de pezen die de doornuitsteeksels onderling verbinden. Een hyposfeen-hypantrum-complex ontbreekt. De chevrons zijn naar achteren gebogen en aan hun onderste uiteinde verbreed.
Het scheenbeen heeft een bewaarde lengte van zesenveertig centimeter; de totale lengte is geschat op zeventig centimeter. De crista cnemialis aan de bovenste voorkant steekt sterk naar voren en is overdwars afgeplat. Onderaan is deze beenkam duidelijk gescheiden van de crista fibularis, een dertien centimeter lange kam die ruitvormig is in vooraanzicht. Ook de zijwaartse buitenste verbreding van het achterste bovenvlak staat duidelijk van de crista cnemialis af — maar ook van de crista fibularis, een typisch tetanuur kenmerk. De binnenste verbreding is afgerond en steekt naar achteren tot voorbij de schacht. De dwarsdoorsnede van schacht is eirond, met het spitse gedeelte naar voren gericht.

## Fylogenie
De beschrijvers hadden in 2008 hun positie aangaande de verwantschappen veranderd en concludeerden dat de soort, in ieder geval tot de Tetanurae behorend, hoogstwaarschijnlijk een lid was van de Coelurosauria en wel in een meer afgeleide positie, ten opzichte van de vogels, dan de Tyrannosauroidea, binnen de Maniraptoriformes, met welke groep hij de algemene tandvorm gemeen heeft maar buiten de Metornithes. In ongeveer die positie vonden ze ook de Compsognathidae. Cladistische analyses die ze uitvoeren hadden soms tot uitkomst dat Orkoraptor een compsognathide was, binnen de Maniraptora, maar de betrouwbaarheid daarvan achtten ze gering wegens het verschil in lichaamsomvang en het feit dat slechts enkele verschillen in de bouw een geheel andere stamboom zouden hebben opgeleverd een gevolg van de beperkte gegevens die over het dier voorhanden zijn.
Volgens een analyse van Roger Benson in 2009 echter behoort Orkoraptor tot de Megaraptora binnen de Allosauroidea, zodat de oorspronkelijke identificatie toch correct zou zijn geweest. Latere analyses bevestigen een verwantschap met Megaraptor in de Neovenatoridae maar vinden soms voor die gehele groep een plaatsing in de Tyrannosauroidea of basaal in de Coelurosauria.